# Naughton
Naughton är en by (village) i civil parish Nedging-with-Naughton, i distriktet Babergh, i grevskapet Suffolk, i östra England. 
Byn ligger 16 km nordväst om Ipswich och 11 km sydväst om Stowmarket. Den har en kyrka. År 1935 blev den en del av den då nybildade Nedging-with-Naughton. Naughton hade 98 invånare år 1931.